# Aalstal
Een aalstal is een tuin in een rivier of beek om paling (aal) in te vangen.
Het tuinwerk was meestal gemaakt van vervlochten wilgentenen. De meeste aalstallen waren 11 of 12 voet breed. Het water liep stroomafwaarts door de aalstal en bracht de paling met zich mee. Door in de aalstal slachtafval te hangen kwam de paling in de aalstal. Hij vrat zich vol en kon vervolgens niet meer door de betuining om verder te zwemmen. Niet iedereen mocht een aalstal houden, dit was verbonden aan adellijke rechten. De term komt het meest voor in het oosten van Nederland: Overijssel, Salland, Twente, Gelderland en Drenthe. In de rivier de Regge en de Dinkel in Overijssel bevonden zich veel aalstallen.

## Geschiedenis
Het recht tot het houden van aalstallen komt voort uit de feodale systeem. In de middeleeuwen behoorde het water net als land tot een bepaalde heer. Deze kon zijn bezit een 'waar' in leen geven aan een andere heer. Een 'visserij waar' kon afzonderlijk in leen worden gegeven en werd niet per se met hoeve en al in leen gegeven. Elke waar in een rivier had zijn eigen naam. Degene die deze waar in leen mocht dan in dat water vissen en stallen plaatsen. De leenman deed dit vaak niet zelf maar liet dit doen door boeren die het weer van de leenman pachtten. Deze betaalden de leenman meestal uit in natura (vis). De pachter van een aalstal werd stalsetter genoemd. Zo kwam het dat de aalstallen langzamerhand tot bepaalde boerderijen gingen behoren en de naam van een boerderij kregen. Het waar bleef leen en eigendom van de heer.